# Barcelinhos
Barcelinhos ist eine Gemeinde (Freguesia) im nordportugiesischen Kreis Barcelos. In ihr leben 1869 Einwohner (Stand 19. April 2021).